# 古驿镇 (塔河县)
古驿镇是中华人民共和国黑龙江省大兴安岭地区塔河县下辖的一个镇。
2013年8月7日，黑龙江省民政厅批复同意在十八站林业局局址所在地设立古驿镇。从十八站鄂伦春族乡2534平方公里的行政区域内划出522平方公里的行政区域为新设古驿镇的行政区域（原十八站林业局十八站、十九站、永庆管护区范围），隶属塔河县管辖。古驿镇人民政府驻古驿路17号。

## 行政区划
古驿镇下辖以下地区：古驿办事处古驿社区居民委员会。